# Драган Дробњак
Драган Дробњак (Прокупље, 1941) српски је вајар и дизајнер стакла.

## Биографија
Основну школу завршио је у родном граду а школу примењене уметности „Ђорђе Крстић“ у Нишу. Дипломирао је на Академији примењене уметности у Београду 1966. а магистрирао 1981. године. Први је скулптор у Србији који је дипломирао на скулптури од стакла.
Од 1969. до 1991. године био је запослен као дизајнер стакла у фабрици „9. октобар“ у Прокупљу. Године 1991. добија звање самосталног и истакнутог уметника. Члан је УЛУПУДС-а од 1969. године.
Прва његова скулптура је биста Рада Драинца која је постављена испод Хисара, у Прокупљу, 1969. године, када су почели Драинчеви сусрети песника у Топлици. Двадесет пет година бавио се индустријским дизајном стакла у Фабрици стакла у Прокупљу. Имао је 30 самосталних изложби, а учествовао у преко сто колективних у земљи и иностранству, од којих су најзначајније Југословенска примењена уметност у Паризу (1969) и Примењена уметност и дизајн у Србији, Њујорк, 1982. Учествовао је на Међународном симпозијуму стакларства у Новом Бору, у Чехословачкој, 1982. године, и више пута на Интернационалном симпозијуму у Параћину (1978 – 1992). Радови су му заступљени у збиркама музеја стакла у Руану (Француска), Нови Бор (Чешка), Галерији стакла у Москви, Музеју примењене уметности у Београду и другде.
Поред бисте песника Рада Драинца, у Прокупљу су му још радови у бронзи – скулптура „Јустиција – богиња Правде“ (1999), Споменик палим борцима 1990 – 1999 (пре 2010), у Блацу Споменик шљиви (2012), у Ражњу споменик Српском фрулашу Сави Јеремићу (2013), а у Београду надгробна скулптура фудбалера Драгана Манцеа (1986) и барељеф Рада Драинца у Удружењу књижевника Србије.
Раритет је да је радио и лутке од стакла за представу Позоришта лутака у Нишу, коју је режирао Радослав Лазић.

## Награде
- Награда УЛУПУДС-а за животно дело